# فرانسیسکو کروز
فرانسیسکو کروز (انگلیسی: Francisco Cruz؛ زادهٔ ۳ اکتبر ۱۹۸۹) بازیکن بسکتبال اهل مکزیک است.
وی در مسابقات کشوری و بین‌المللی در مجموع برندهٔ ۲ مدال طلا، ۱ مدال نقره، ۱ مدال برنز شده‌است.